# Jonathan Lane
Pour les articles homonymes, voir Lane.
Jonathan Homer Lane (9 août 1819, New York – 3 mai 1880, Washington) est un astrophysicien et inventeur américain de la seconde moitié du XIXe siècle. Il est surtout connu pour être l'initiateur de l'étude des configurations d'équilibre hydrostatique d'une masse régie par une équation d'état simple, appelée polytrope. L'équation fondamentale qui régit ces objets a été écrite pour la première fois par Lane en 1870 et a par la suite été nommée en son honneur. Elle est dénommée équation de Lane-Emden, nom rendant également hommage à Robert Emden qui y apporta des contributions très importantes.
Le cratère lunaire Lane (en) est nommé en son honneur.